# منطقه دریاچه‌های بزرگ
منطقه دریاچه‌های بزرگ آمریکای شمالی یک منطقه دو ملیتی کانادایی - آمریکایی است که شامل بخش‌هایی از هشت ایالت ایالات متحده یعنی ایلینوی، ایندیانا، میشیگان، مینه‌سوتا، نیویورک، اوهایو، پنسیلوانیا و ویسکانسین به همراه استان انتاریو در کانادا می‌شود. کبک در مواقعی به عنوان بخشی از این منطقه قرار می‌گیرد، زیرا اگرچه در حوزه آبخیز دریاچه‌های بزرگ نیست، اما بیشتر حوضه رودخانه سن‌لوران را در بر می‌گیرد که بخشی از یک سامانه هیدرولوژیکی پیوسته با دریاچه‌های بزرگ می‌شود. این منطقه بر روی دریاچه‌های بزرگ متمرکز است و یک هویت تاریخی، اقتصادی و فرهنگی متمایز را تشکیل می‌دهد. بخشی از منطقه همچنین ابرشهر دریاچه‌های بزرگ را در بر می‌گیرد.
منطقه دریاچه‌های بزرگ نام خود را از شکل‌گیری زمین‌شناختی مربوط به حوضه دریاچه‌های بزرگ گرفته‌است، حوضه آبریز باریکی که دریاچه‌های بزرگ را در بر می‌گیرد و از شمال منطقه (خلیج هادسون)، غرب (می‌سی‌سی‌پی) و شرق و جنوب (اوهایو بخشی از حوزه آبریز می‌سی‌سی‌پی) توسط حوضه‌های آبی دیگری محدود می‌شود. در شرق، رودخانه‌های سن‌لوران، ریشلیو، هادسون، موهاوک و ساسکوهنا قوس حوضه‌ای را در شرق به اقیانوس اطلس تشکیل می‌دهند.